# 大都會快速網絡
大都會快速網絡（法語：Réseau express métropolitain，簡稱REM）是加拿大魁北克省大蒙特利爾的一個輕型地鐵系統。路線將連接蒙特利爾的若干市郊，包括將蒙特利爾皮埃爾·埃利奧特·特魯多國際機場連接至蒙特利爾市中心，其中雙山線是由通勤鐵路exo改造而來。
REM全長67-（42-英里），預計耗資69億加元。REM獨立於蒙特利爾地鐵之外，但可使用OPUS卡進行轉乘。網絡上的列車將以全自動無人駕駛營運，並成為世界上第五長的全自動駕駛網絡，次於新加坡地鐵、快捷通軌道、溫哥華天空列車及杜拜地鐵。
首段從寶樂沙到中央車站，2023年7月31日通車，另外2條支線預計在2025年通車，機場支線預計在2027年通車。
大都會快速網絡是北美洲大陸首條大規模使用月台幕門的地鐵系統。

## 图片

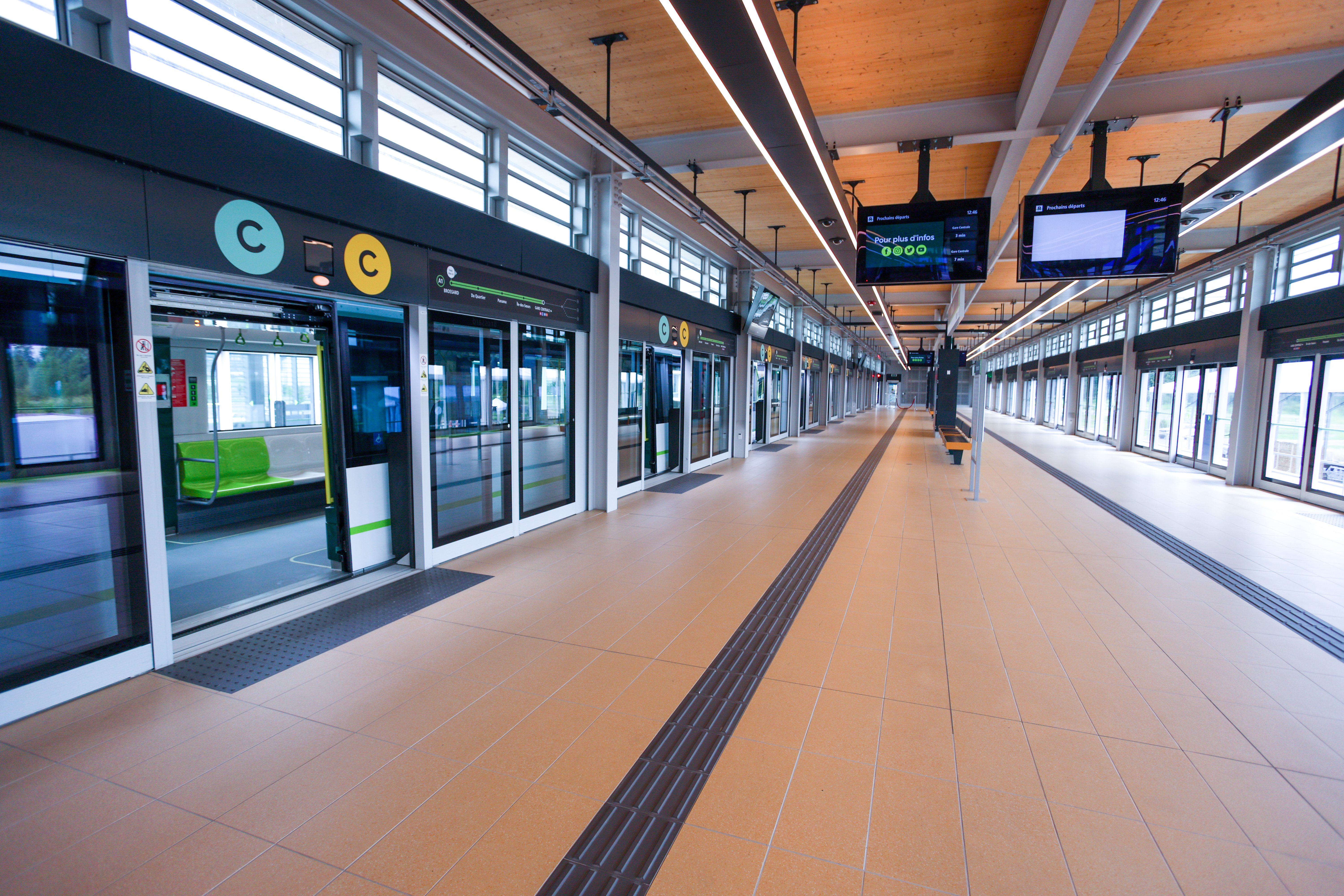
寶樂沙站
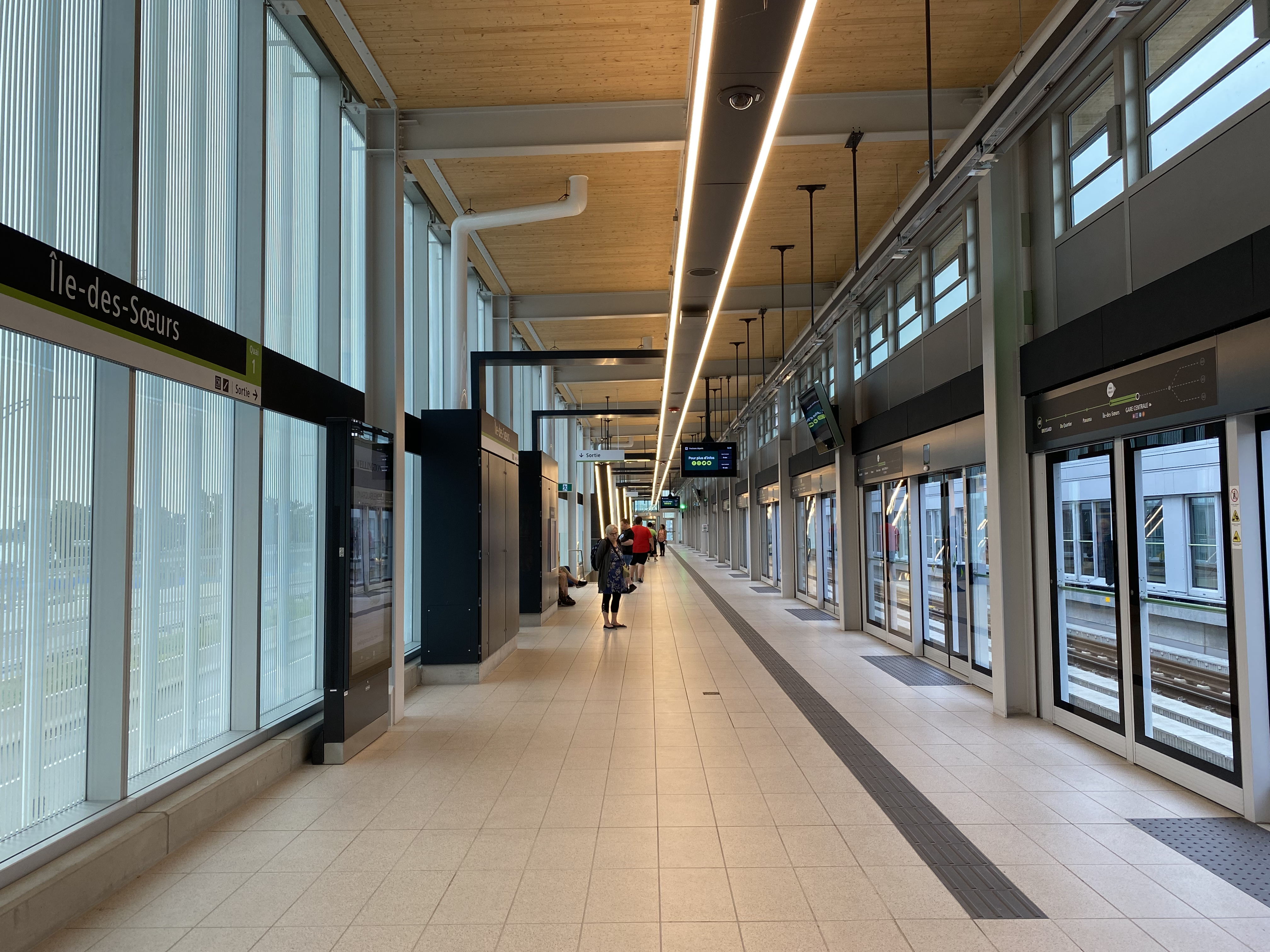
修女岛站
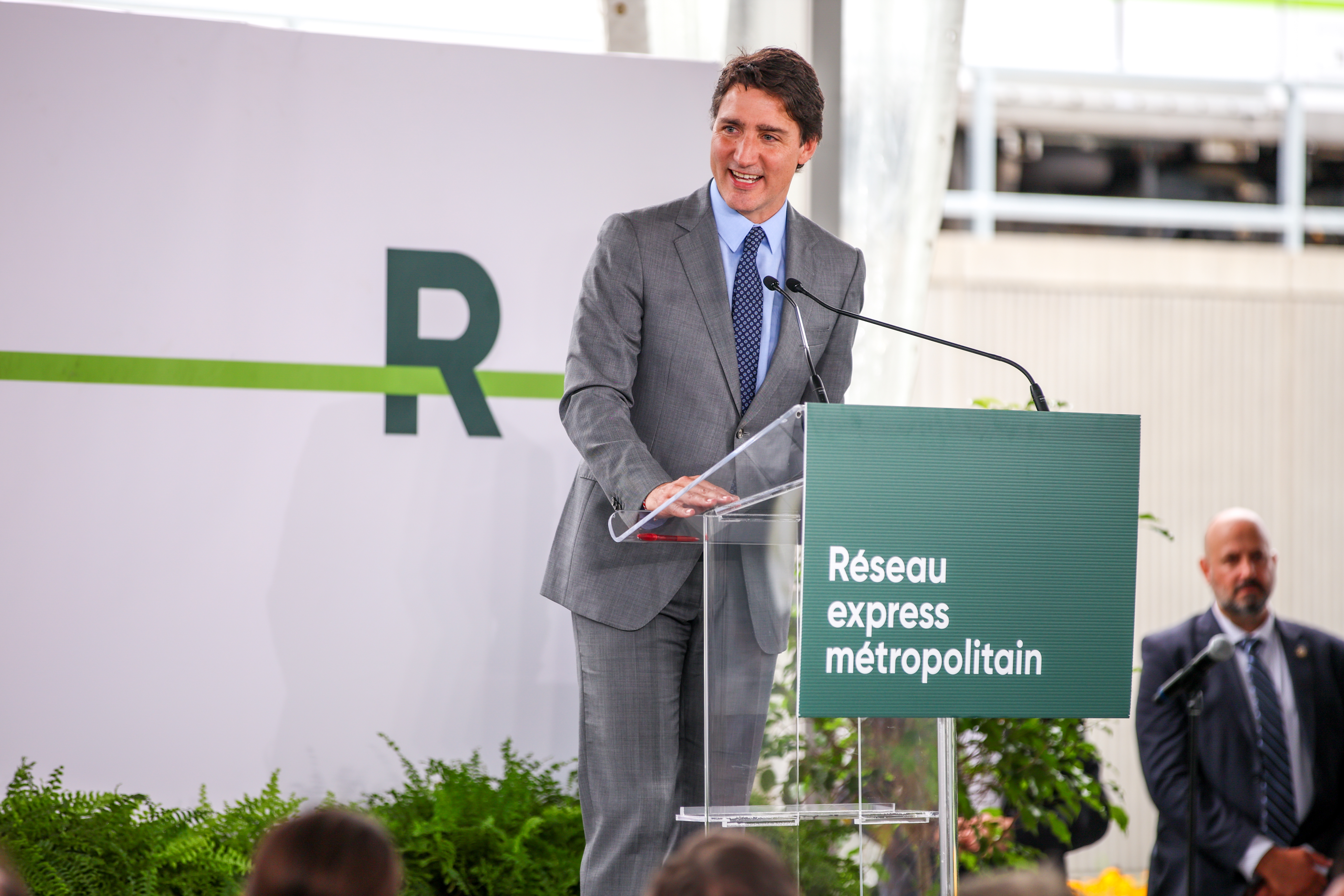
賈斯汀·杜魯多于开通仪式
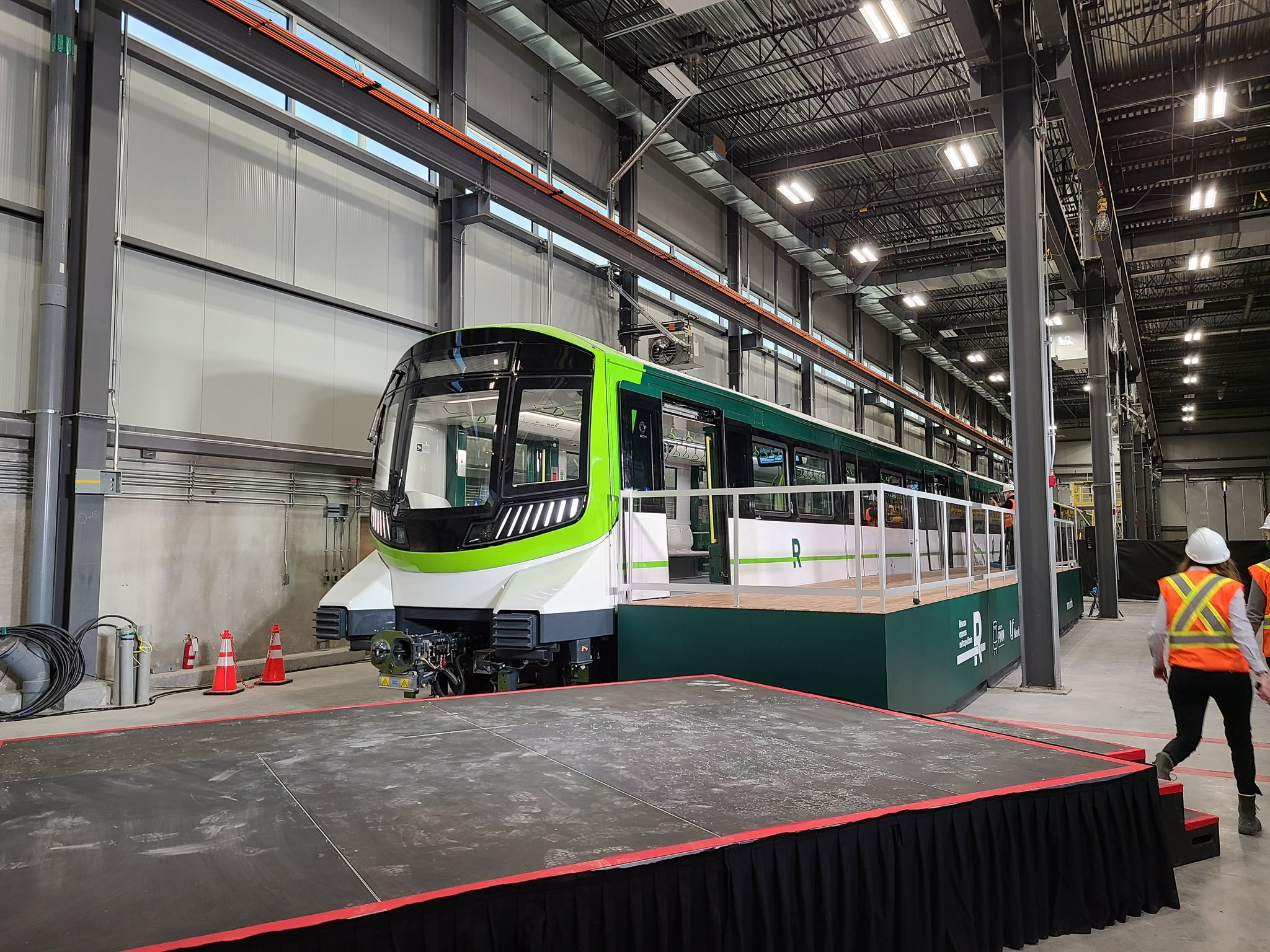
使用列车
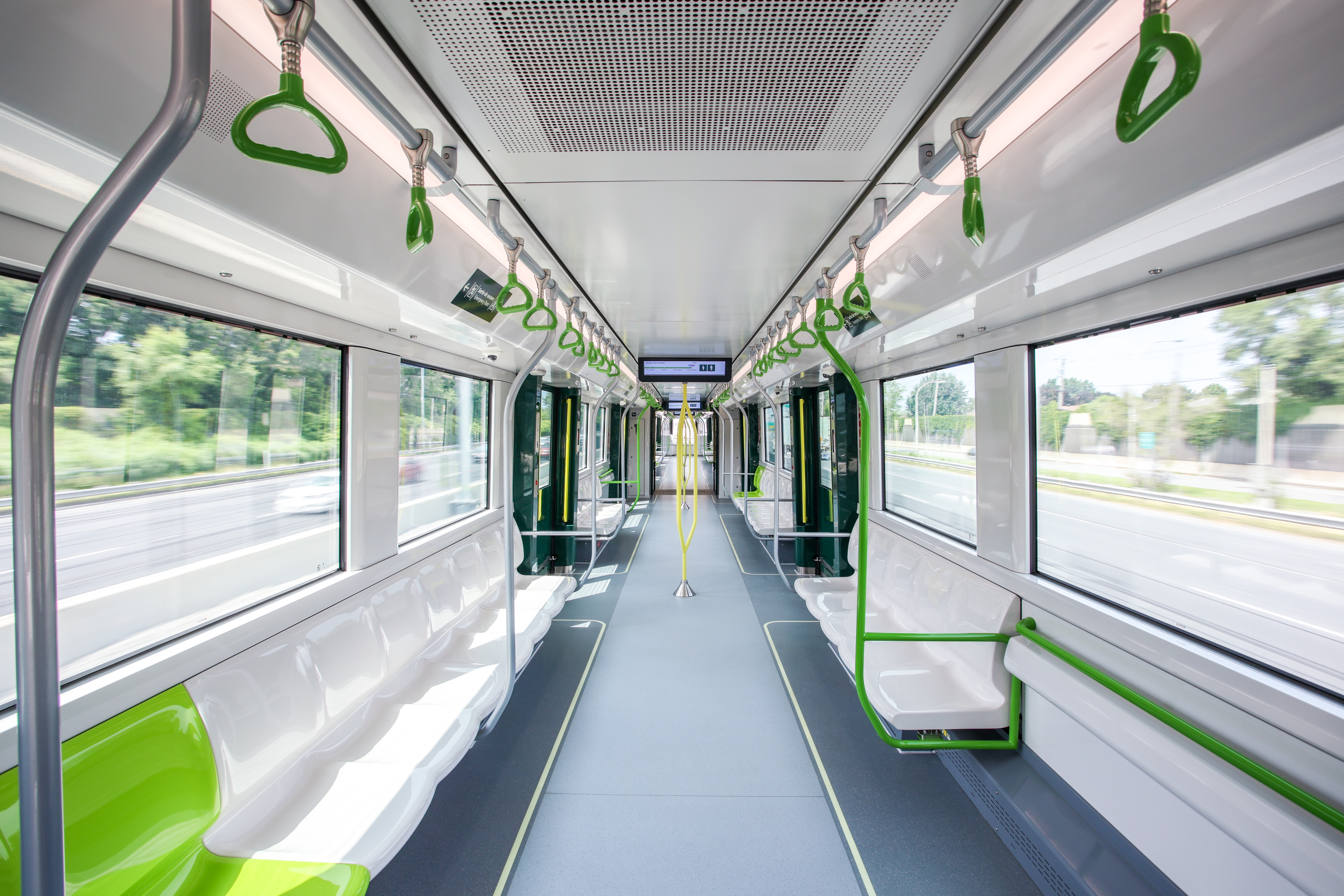
车厢内部

## 未來發展

### 多瓦爾站
聯邦政府建議加拿大基礎設施銀行研究將REM機場支線由YUL–蒙特利爾特魯多機場站延伸大約1公里至蒙特利爾通勤鐵路多瓦爾站和維亞鐵路多瓦爾站，以連接蒙特利爾通勤鐵路和維亞鐵路列車。

### REM東線 (REM de l'Est)
已取消的路線。
REM東線最初預計於2023年中動工，2029年中落成。及後因計劃部份路段的架空鐵路走線引起途經當地居民的反對(鄰避症候群)並經過修改仍無法取得共識。

### 南岸「REM 2.0」

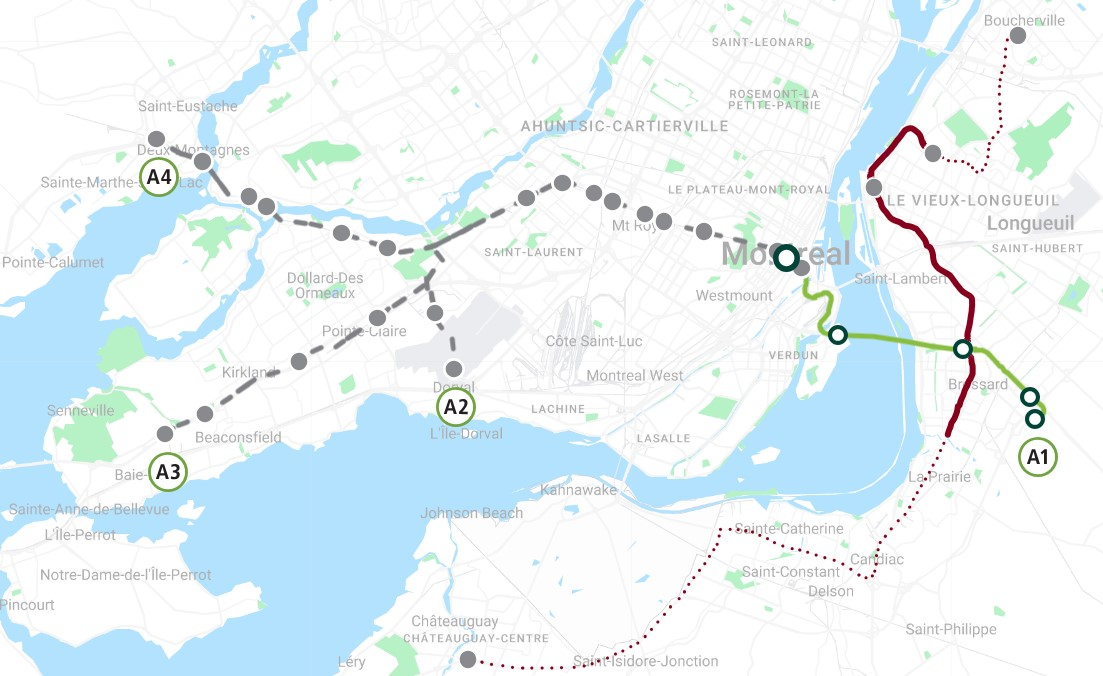

計劃中。